# 利西馬其亞

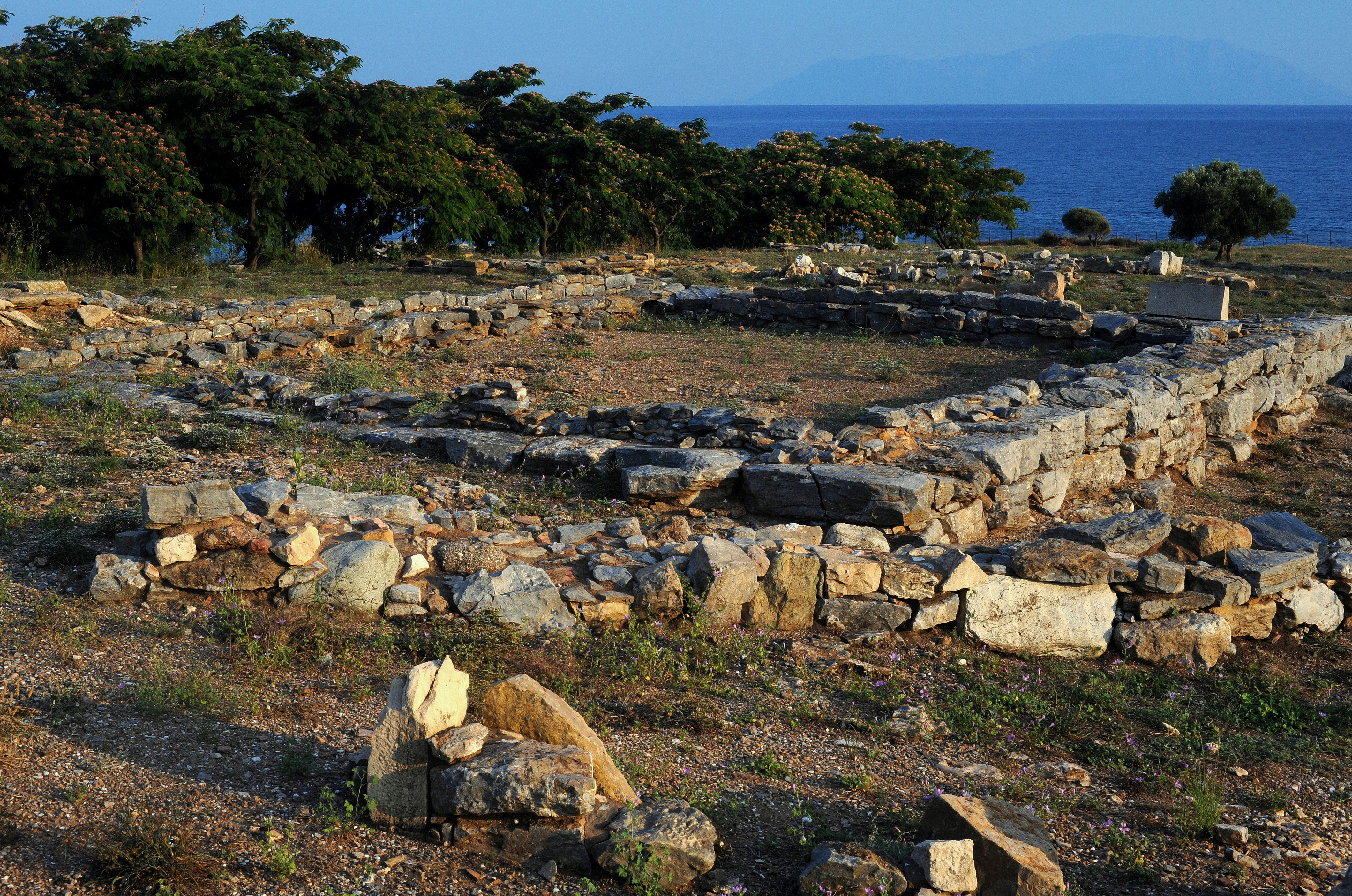

利西馬其亞 （希臘語：Λυσιμάχια 或 Λυσιμάχεια） 在希臘化時代是一座重要城鎮，坐落在色雷斯切索尼斯（今日的蓋利博盧半島）西北方，靠近沙羅斯灣，為今土耳其在歐洲的部分。

## 歷史
前309年，利西馬科斯為了與其他繼業者對抗，在塞斯托斯與大陸的戰略性的地峽上建立利西馬其亞，為了使新城市擁有足夠的居民，利西馬科斯摧毀附近的城鎮，包含希臘歷史學家希洛尼摩斯的出生地卡迪亞。毫無疑問地利西馬科斯想把利西馬其亞建設成他的王國首都，而利西馬其亞在很快的時間內就繁榮起來。
隨著利西馬科斯在前281年戰死，利西馬其亞被劃入塞琉古帝國的領土。在塞琉古二世和托勒密三世戰爭期間，利西馬其亞落入托勒密三世的手中，然而不確定是托勒密三世宣布利西馬其亞自治或是市民自己解放了它。之後，在某個時刻利西馬其亞加入埃托利亞同盟。前277年，馬其頓國王安提柯二世在利西馬其亞附近打敗了入侵的凱爾特人。同年，一場地震重創了利西馬其亞。
當羅馬共和國與腓力五世爆發第二次馬其頓戰爭，埃托利亞同盟無暇東顧時，利西馬其亞在前197年被色雷斯人再一次摧毀。之後，塞琉古安條克三世試圖招集散落的居民重建利西馬其亞，並以優厚的條件吸引各地的居民遷入，而這些計畫隨著安條克軍事上失利而告終，最後在羅馬的統治下利西馬其亞逐漸荒廢。
歷史上最後一次提到它的名字是由史學家阿米阿努斯·馬爾切利努斯所記載，描述羅馬皇帝查士丁尼一世時重建利西馬其亞並在其四周修築防禦工事
，之後人們就改稱呼它為厄克薩彌利翁了。
40°35′N 26°53′E / 40.583°N 26.883°E